# Campionati italiani invernali di nuoto 2000
I 3. Campionati italiani invernali di nuoto si sono svolti a Desenzano, in vasca da 25 metri tra il 21 dicembre e il 22 dicembre 2000. Per la prima volta si sono disputate le staffette 4 x 50 m stile libero e mista

## Podi

### Uomini
| Evento              | Oro                                                                                               | Tempo    | Argento | Tempo | Bronzo | Tempo |
| Stile libero        |                                                                                                   |          |         |       |        |       |
| 50 m                | René Gusperti                                                                                     | 22"60    |         | -     |        | -     |
| 100 m               | Klaus Lanzarini                                                                                   | 49"97    |         | -     |        | -     |
| 200 m               | Matteo Pelliciari                                                                                 | 1'48"45  |         | -     |        | -     |
| 400 m               | Christian Minotti                                                                                 | 3'49"69  |         | -     |        | -     |
| 1500 m              | Christian Minotti                                                                                 | 14'53"98 |         | -     |        | -     |
| Dorso               |                                                                                                   |          |         |       |        |       |
| 50 m                | Luis Alberto Laera                                                                                | 25"25    |         | -     |        | -     |
| 100 m               | Luis Alberto Laera                                                                                | 54"36    |         | -     |        | -     |
| 200 m               | Emanuele Merisi                                                                                   | 1'58"47  |         | -     |        | -     |
| Rana                |                                                                                                   |          |         |       |        |       |
| 50 m                | Davide Cassol                                                                                     | 27"84    |         | -     |        | -     |
| 100 m               | Fabio Farabegoli                                                                                  | 1'00"90  |         | -     |        | -     |
| 200 m               | Fabio Farabegoli                                                                                  | 2'09"57  |         | -     |        | -     |
| Farfalla            |                                                                                                   |          |         |       |        |       |
| 50 m                | Antonio Lucia                                                                                     | 24"66    |         | -     |        | -     |
| 100 m               | Luca Gardonio                                                                                     | 54"06    |         | -     |        | -     |
| 200 m               | Andrea Oriana                                                                                     | 1'57"39  |         | -     |        | -     |
| Misti               |                                                                                                   |          |         |       |        |       |
| 100 m               | Davide Cassol                                                                                     | 55"39    |         | -     |        | -     |
| 200 m               | Davide Cassol                                                                                     | 1'59"96  |         | -     |        | -     |
| 400 m               | Alessio Boggiatto                                                                                 | 4'16"89  |         | -     |        | -     |
| Staffette           |                                                                                                   |          |         |       |        |       |
| 4x50 m stile libero | Gruppo Nuoto Fiamme Gialle René Gusperti Emanuele Bartoleschi Klaus Lanzarini Domenico Fioravanti | 1'31"65  | ---     | ---   | ---    | ---   |
| 4x50 m mista        | Centro Sportivo Carabinieri Luis Alberto Laera Davide Rummolo Massimiliano Eroli Mauro Gallo      | 1'41"81  | ---     | ---   | ---    | ---   |

### Donne
| Evento              | Oro                                                                                       | Tempo   | Argento | Tempo | Bronzo | Tempo |
| Stile libero        |                                                                                           |         |         |       |        |       |
| 50 m                | Cristina Chiuso                                                                           | 25"48   |         | -     |        | -     |
| 100 m               | Cristina Chiuso                                                                           | 55"19   |         | -     |        | -     |
| 200 m               | Fabiana Susini                                                                            | 2'01"11 |         | -     |        | -     |
| 400 m               | Sara Goffi                                                                                | 4'11"68 |         | -     |        | -     |
| 800 m               | Fabiana Susini                                                                            | 8'36"62 |         | -     |        | -     |
| Dorso               |                                                                                           |         |         |       |        |       |
| 50 m                | Alessandra Cappa                                                                          | 28"85   |         | -     |        | -     |
| 100 m               | Alessandra Cappa                                                                          | 1'01"48 |         | -     |        | -     |
| 200 m               | Federica Barsanti                                                                         | 2'13"77 |         | -     |        | -     |
| Rana                |                                                                                           |         |         |       |        |       |
| 50 m                | Roberta Panara                                                                            | 32"89   |         | -     |        | -     |
| 100 m               | Sara Farina                                                                               | 1'10"80 |         | -     |        | -     |
| 200 m               | Federica Biscia                                                                           | 2'31"50 |         | -     |        | -     |
| Farfalla            |                                                                                           |         |         |       |        |       |
| 50 m                | Alessandra Cappa                                                                          | 27"84   |         | -     |        | -     |
| 100 m               | Luisa Striani                                                                             | 1'01"70 |         | -     |        | -     |
| 200 m               | Paola Cavallino                                                                           | 2'12"99 |         | -     |        | -     |
| Misti               |                                                                                           |         |         |       |        |       |
| 100 m               | Alessandra Cappa                                                                          | 1'04"43 |         | -     |        | -     |
| 200 m               | Federica Biscia                                                                           | 2'15"95 |         | -     |        | -     |
| 400 m               | Federica Biscia                                                                           | 4'46"20 |         | -     |        | -     |
| Staffette           |                                                                                           |         |         |       |        |       |
| 4x50 m stile libero | DDS Lara Consolandi Roberta Panara Sara Goffi Cecilia Vianini                             | 1'44"70 | ---     | ---   | ---    | ---   |
| 4x50 m mista        | Avantgarda Desenzano Alessandra Cappa Alessia Faccin Cristina Maccagnola Veronica Ranieri | 1'57"06 | ---     | ---   | ---    | ---   |